# Несопство
Несопство (пал. anattā, санск. अनात्मन् anātman) је темељни појам будистичке филозофије који означава непостојање трајног сопства, а у ширем смислу несуштаственост, бесвојственост. Учење о несопству је специфично за будизам и уједно најрадикалније Будино учење.
Kao и све друго, оно што ми називамо собом проста је лингвистичка конвенција, која нема стварно постојање. Буда је на место душе ставио низ стања свести, која иду једно за другим, с тим што претходно одређује следеће и преноси му кармички набој којим је прожето. Овај набој није само збир из прошлости, већ је снабдевен и моћи пројектовања у будућност. Тако је сачувана морална одговорност, а избегнута хипотеза о постојању душе. 
Како би показао заблуду о сопству, Буда сва искуства разложе на групе елемената, које потом аналитички разлаже доказујући да ниједан од њих појединачно, ни у комбинацији са другима, не може бити сматран сопством.
Несопство значи да у непрекидном току телесних и умних појава које настају и нестају у човеку нема никакве суштине, душе или ега. Учење о несопству (анатману) је настало насупрот традиционалном хиндуистичком учењу о вечном сопству (атман). Оно стоји насупрот ведантске теорије атман-брахман, и ђаинистичке теорије о ђиви. Суштина учења о несопству је да нема ни једног себе, ни лица, ни живог бића или животног принципа који је трајан. Човек је живи континуирани процес који не остаје исти ни два узастопна тренутка јер је бесконачан ред промена.
Учење о несопству се сматра специфично будистичким учењем које се не налази у другим филозофским и религијским системима. Готама Буда овде стоји насупрот читаве филозофске традиције која претпоставља да иза променљивог тела и ума постоји непроменљива душа или сопство. 
Овим се не пориче емпиријски доживљај сопства, али се тврди да је он лажан и резултат авиђе, заблуде.

## Индијско учење о сопству
Атман је кључни термин индијске филозофије, који означава сопство, својство, индивидуалност, суштину, душу. Ова реч иначе означава и повратну замјеницу 'себе', и та се два значења добро допуњују. Атман није само субјективна страна сопства, нити само његова објективна страна, него је и оно што их обједињује. У Будино време, у ведантинској филозофији већ је разрађена метафизика јединства атман-брахман, индивидуалног и универзалног духовног принципа.

## Будино учење о несопству
Буда као метод анализе најчешће примењује схему пет хрпа горива (upadanakkhandha), које потхрањују илузију постојања сопства: облик, осећај, опажај, обрасци и свест. 

### Настанак гледишта о сопству
На питање „како настаје гледиште о постојању сопства?” Буда одговара: 
Лоше упућен човек сматра да је тело сопство или да сопство поседује тело или да је тело у сопству или да је сопство у телу. Он сматра да је осећај сопство... да је опажај сопство... да су ментални обрасци сопство... да је свест сопство или да сопство поседује свест или да је свест у сопству или да је сопство у свести. На тај начин настаје гледиште о постојању сопства.— Буда

### Ствари које нису сопство
Буда је говорио да све што је настало мора нестати, и да је погрешно пролазне ствари сматрати сопством: 
Тело није сопство, осећаји нису сопство, опажаји нису сопство, мисли нису сопство и свест није сопство, јер када би то били, тада не би били пролазни и могли бисте своме телу рећи: "Буди овакво. Не буди онакво!" Али пошто тело, осећаји, опажаји, мисли и свест јесу пролазни и не можете им рећи: "Буди овакво. Не буди онакво", они нису сопство… Ко ово види, окреће се од свега тога, и у њему страсти бледе; кад страсти избледе, он је слободан, а када је слободан, он зна да је слободан.— Готама Буда
Насупрот већини других учитеља, Буда је тврдио да свест, коју људи углавном сматрају сопством, не само да није вечна већ је најпроменљивија ствар у човеку:
Било би пожељно за необразованог човека да пре сматра својим сопством своје тело састављено од четири елемента него свој дух. Јер, очигледно је да његово тело може да траје једну, две, три, четири, пет или десет или чак сто и више година; док оно што називамо мисао, свест или дух, стално се појављује и ноћу и дању као једна ствар, а нестаје као нешто друго.— Готама Буда
Када увидимо да је идеја о трајном сопству само илузија, тада престајемо да наносимо патњу себи и другима.

### "Џунгла гледишта" о сопству
Међутим, иако је жестоко критиковао идеју постојања сопства, он такође није тврдио супротно, да сопство не постоји. Он је сва та становишта називао "џунглом гледишта" које стоје као препрека на путу ослобођења:

### Делатни субјект
Оспоравајући сопство, Буда је редефинисао и појам делатног субјекта. На питање да ли је онај ко трпи последице неког дела исти онај који га је извршио, Буда одговара да би се, када би било тако, упало у етернализам, тј. увео би се један вечни делатник. Ако би се, насупрот томе, тврдило да је једно делатник, а друго онај што трпи последице, подржало би се укидање делатника. Буда избегава обе крајности и одабира средњи пут, представљен условљеним настанком. Кад условљено настајање престане, састојци који сачињавају неку особу — а које кармичке силе држе у споју и прате из живота у живот — такође се заустављају, чиме се и патња окончава.

## Несопство и препорађање
Спој будистичког учења о препорађању и несопству се често доживљава као противуречно, јер „ако нема трајног сопства или душе шта онда прелази из једног живота у наредни?" Будистички одговор обично гласи да Буда није учио да сопство не постоји као такво, већ да не постоји трајно, непроменљиво, метафизичко сопство. У будизму, сопство се разуме као једно језгро начињено од утисака, сећања, особина и склоности, које се непрекидно мења. И управо је то "сопство" оно које прелази из једног живота у други.
Некад се наводи поређење са три билијарске кугле у једној линији. Када се четврта кугла закотрља преко стола и удари их, кугла која се до тада кретала ће се ту и зауставити, прва и друга одарена кугла ће такође остати у месту, али ће се трећа покренути. Енергија из четврте кугле се кроз прву и другу пренела на трећу куглу и покренула је да се закотрља по столу.
На сличан начин, будисти верују да ментална енергија, која чини оно што конвенционално називамо "сопством", прелази из једног живота у други, што управо омогућује њена променљивост (анића)

## Тумачења
"Постоји патња, али не онај ко пати,
постоји дело, али не онај ко дела,
постоји утрнуће, али не биће које трне,
постоји пут, али на њему путника нема. " 
— Будагоша
Након Будине смрти, будистичка филозофија и канонска литература ће још јасније одредити непостојање сопства. Човека чине пет састојака (skandha): тело (rupa), опажање (vedana), осећај (samjna), кармичке силе или отисци (samskara) и свест (vijnana). Ово јединство, које су друге школе налазиле у сопству (atman или điva), будизам открива у току хомологних свесних момената, који се, ипак, стално мења.
Према будистичкој филозофији, аната је једна од три карактеристике постојања и значи да су све појаве без трајне суштине. Иако се појмом анате одбацује могућност постојања било које сопствености и индивидуалног принципа, будистичка психологија ипак не пориче емпиријски доживљај свога ја (пали: атта – ја, душа, индивидуалност). Међутим, пориче могућност некаквог трајног сопства које остаје непромењено док се све остало мења. 
Будисти сматрају да је поистовећивање себе са стварима које означавамо као „моје“ ("моја жена“, „моје власништво“, „моја религија“, „моја земља“ итд.) узрок многих мука и болова које људи наносе сами себи и другима.
Џиду Кришнамурти, савремени индијски филозоф, чија се мисао овде подудара с Будином, изражава исти проблем овако: верски системи идентификују "нижег", "одвојеног" или "релативног" "себе" са апсолутним бићем, божанством. При томе је битно да негација себе не буде поништење, него предаја и спасење путем капитулације слабијега ("идентификуј се с обухватнијим, па ће оно чиме сматраш собом ишчезнути"). Ипак, нема сумње, истиче Кришнамурти, да је идентификација још увек процес сопства: 
Оно што је обухватније тек је пројекција 'мене'; ту пројекцију ја доживљавам и тиме оснажујем своје ја… Потребно је потпуно одстранити то жариште, а не настојати да га оправдамо. Бити интегрално интелигантан значи бити лишен себе. Је ли то могуће?— Џиду Кришнамурти